# Ernst Rossow
Ernst Rossow (* 10. Juli 1906 in Berlin; † 11. März 1974 in Santa Cruz de Tenerife) war ein deutscher Maschinenbauingenieur und Hochschullehrer.

## Leben
Nach einem bis 1930 andauernden Studium des Allgemeinen Maschinenbaus an der Technischen Hochschule (TH) Berlin war Ernst Rossow dort bis 1934 wissenschaftlicher Mitarbeiter am Institut für Metallkunde. Im Anschluss war er für ein Jahr bei den Berliner Niles-Werken als Versuchsingenieur beschäftigt. Im Jahr 1935 wechselte Rossow zu den Junkers Flugzeug- und Motorenwerken, wo er innerhalb kurzer Zeit zum stellvertretenden Leiter der gesamten Werkstoffforschung des Unternehmens aufstieg. 1937 wurde er als technischer Beirat der Abteilung Baustoffprüfung des Reichsverbandes der deutschen Luftfahrtindustrie berufen. Im Jahr 1943 wurde er mit einer Arbeit über das Zwischenstufenvergüten an der TH Berlin promoviert. Von 1946 bis 1954 war Rossow als Berater bei einem Werk des französischen Luftfahrtministeriums tätig. Im April 1954 wurde er Ordinarius für Werkstofftechnik am Institut für Werkstofftechnik und Werkstoffprüfung an der Technischen Universität (TU) Berlin. Schwerpunkte seiner wissenschaftlichen Arbeit  waren die Härtetechnik, die Härtemessung und die Beurteilung technologischer Kennwerte metallischer Werkstoffe sowie die Erfassung der statistisch gesicherten Beurteilung von Messwerten. Er starb im März 1974 während einer Urlaubsreise auf der Insel Teneriffa.
Ernst Rossow war Mitglied (Mitgliedsnummer: 28319) des Vereins Deutscher Ingenieure (VDI). Von 1958 bis 1970 war er  Vorstandsmitglied der Arbeitsgemeinschaft Wärmebehandlung und Werkstofftechnik (AWT), von 1962 bis 1965 Präsidiumsmitglied des Deutschen Normenausschusses (DNA). Vom Oktober 1965 bis September 1967 war er Dekan der Fakultät für Maschinenwesen der TU Berlin. Von 1966 an war er Kurator der Bundesanstalt für Materialprüfung.

## Schriften (Auswahl)
- Erfahrungen über die Prüfung der Härtbarkeit von Stählen mit dem Stirnabschreckversuch. Verlag Stahleisen, Düsseldorf 1950 (zusammen mit Leopold Schmidt).
- Anwendung statistischer Verfahren für die Güteüberwachung und Werkstoffentwicklung. Verlag Stahleisen, Düsseldorf 1951.